# Istruzione al momento dell'unificazione italiana
L'istruzione al momento dell'unificazione italiana presentava notevoli differenze nella penisola italiana, considerando i dati dei territori allora annessi, escludendo quindi il Lazio, Veneto, Friuli V.G., Trentino ed anche la provincia di Mantova. 

## Alfabetizzati ed analfabeti

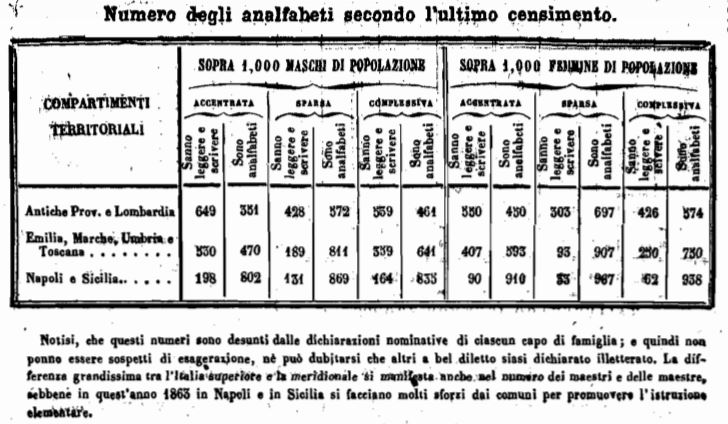
Tabella alfabetizzati ed analfabeti nel 1861

Nei territori dell’ex Regno di Sardegna e Lombardia (esclusa Mantova non annessa) gli alfabetizzati erano la maggioranza tra gli uomini, con 539 alfabetizzati e 461 analfabeti su 1.000 abitanti di sesso maschile, invece su 1.000 abitanti di sesso femminile prevalevano le analfabete, che erano 574 e le alfabetizzate 426. 

Nei territori di Emilia-Toscana-Marche-Umbria su 1.000 abitanti di sesso maschile erano presenti 359 alfabetizzati e 641 analfabeti, mentre su 1.000 abitanti di sesso femminile le alfabetizzate erano 250 e 750 le analfabete. 

Nell’ex Regno delle Due Sicilie la situazione dell’analfabetismo aumentava e su 1.000 abitanti di sesso maschile solo 164 erano alfabetizzati, mentre 835 erano analfabeti, su 1.000 abitanti di sesso femminile le alfabetizzate erano solo 62 e 938 le analfabete.

## Scuole elementari

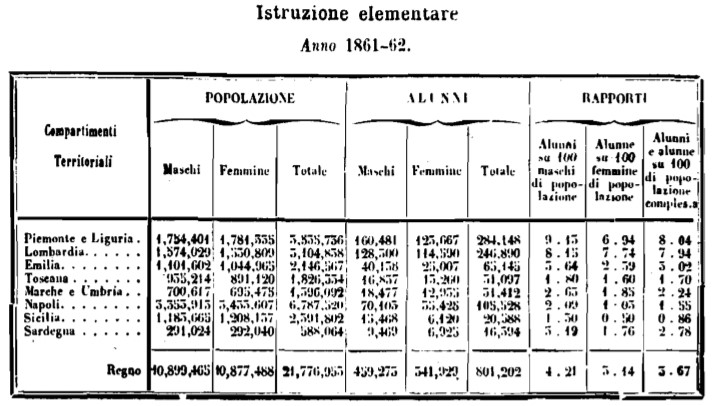
Tabella alunni scuole elementari anno 1861-62

L’istruzione elementare nell’anno 1861-62 su una popolazione totale di 21.776.953, contava 801.202 scolari (459.275 maschi e 341.929 femmine), dei quali 105.528 (70.103 maschi e 35.425 femmine) nel sud continentale e 20.588 in Sicilia (13.468 maschi e 6.120 femmine), mentre la sola Lombardia (esclusa Mantova non annessa) aveva 246.890 alunni (128.300 maschi e 114.590 femmine), Piemonte e Liguria 284.148 alunni (160.481 maschi e 123.667 femmine), l’Emilia 65.145 alunni (40.138 maschi e 25.007 femmine), la Toscana 31.097 alunni (16.837 maschi e 13.260 femmine), Marche e Umbria 31.412 alunni (18.477 maschi e 12.935 femmine), la Sardegna 16.394 alunni (9469 maschi e 6.925 femmine). 

Su un dato medio di 3,67 alunni su 100 di popolazione complessiva, Piemonte, Liguria e Lombardia avevano una media di circa 8 alunni per 100 abitanti, seguiva l’Emilia con 3,02 alunni su 100 abitanti, la Sardegna con 2,78 alunni su 100 abitanti, Marche e Umbria con 2,24 alunni su 100 abitanti, la Toscana con 1,70 alunni ogni 100 abitanti, nel sud continentale la media scendeva a 1,55 alunni su 100 abitanti ed in Sicilia a 0,86 su 100. 

Va inoltre sottolineato che nelle zone centrosettentrionali c’era una prevalenza contenuta di alunni maschi rispetto alle femmine mentre nelle regioni del sud gli alunni maschi erano circa il doppio delle alunne. 
In Piemonte e Liguria gli alunni maschi erano 9,13 su 100 abitanti e le alunne 6,94 su 100 abitanti, in Lombardia 8,15 maschi su 100 abitanti e 7,74 femmine su 100, In Emilia c’erano 3,64 maschi su 100 abitanti e 2,59 femmine ogni 100 abitanti, in Marche e Umbria 2,83 maschi su 100 abitanti e 1,85 femmine su 100 abitanti, in Toscana 1,80 maschi e 1,60 femmine su 100 abitanti, in Sardegna 3,19 maschi e 1,76 femmine su 100 abitanti, nel sud continentale gli alunni erano 2,09 su 100 abitanti e le alunne 1,03 su 100 abitanti, in Sicilia il divario maschi femmine aumentava, gli alunni erano 1,30 su 100 abitanti e le alunne 0,50 su 100 abitanti. 

In campo nazionale l’ex Regno di Sardegna con 4.123.800 abitanti aveva il 37,51% degli alunni, la Lombardia con 3.104.838 abitanti il 30,81%, l’ex Regno delle Due Sicilie con 9.179.322 abitanti il 15,74%, l’Emilia con 2.146.507 abitanti l'8,13%, le Marche e Umbria con 1.396.092 abitanti il 3,92%, la Toscana con 1.826.334 abitanti il 3,88%, al riguardo Emilia-Toscana-Umbria e Marche, con 5.368.993 abitanti avevano il 15,93% degli studenti, mentre il sud continentale e la Sicilia con 9.179.322 abitanti avevano il 15,74% degli alunni in campo nazionale. 
In tutte le statistiche non sono indicati i dati della popolazione relativa agli altri territori non ancora annessi, Lazio, Veneto, Friuli V.G., Trentino e la provincia di Mantova.

### Insegnanti elementari

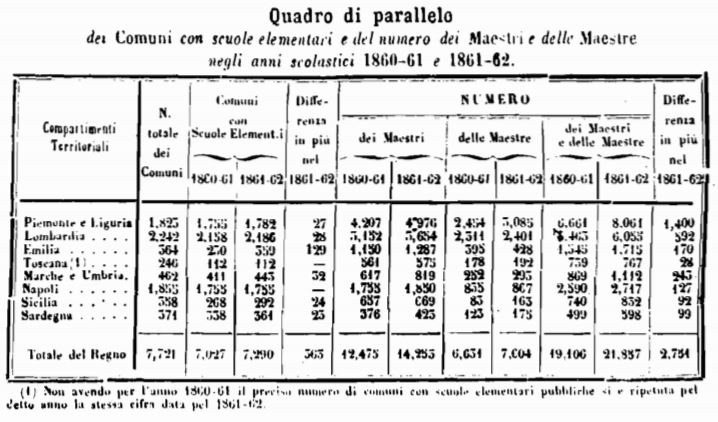
Tabella insegnanti scuole elementari ann1 1860-61 e 1861-62

Anche la situazione del numero dei maestri elementari registrava un pesante divario tra le scuole settentrionali e quelle meridionali, nel 1861-62, su un totale di 21.857 insegnanti elementari (14.253 maestri e 7.604 maestre), in Piemonte e Liguria erano presenti 8.061 insegnanti elementari (4.976 maestri e 3.085 maestre) ed in Lombardia 6.055 insegnanti elementari (3.654 maestri e 2.401 maestre), l’Emilia 1.715 insegnanti elementari (1.287 maestri e 428 maestre), la Toscana con 767 insegnanti elementari (575 maestri e 192 maestre), le Marche e Umbria con 1.112 insegnanti elementari (819 maestri e 293 maestre), in Sardegna 598 insegnanti elementari (423 maestri e 175 maestre), nel sud continentale erano presenti 2.717 insegnanti elementari (1.850 maestri e 867 maestre) ed in Sicilia 832 insegnanti (669 maestri e 163 maestre). 
Il dato del solo Piemonte e Liguria mostra un numero circa tre volte superiore di maestri elementari rispetto al sud continentale e la Sicilia, con una prevalenza di maestri rispetto alle maestre nel nord ed una netta prevalenza di maestri negli istituti meridionali. 
 
Considerando che nel totale sono esclusi i territori di Lazio, Nord-est e Mantova non ancora annessi, nel sud continentale e Sicilia con il 42,15% della popolazione nazionale i maestri erano il 16,23% del personale insegnante elementare e la difficoltà di reperire personale non agevolava l’apertura di nuove scuole nei territori del meridione.

## Scuole secondarie

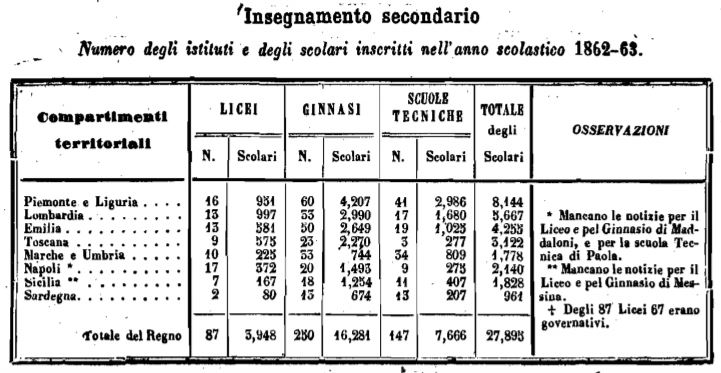
Tabella alunni scuole secondarie anno 1862-63

L’insegnamento secondario nell’anno 1862-63 registra un totale di 27.895 studenti con una netta prevalenza di iscritti negli istituti settentrionali, particolarmente nelle scuole tecniche.
I territori dell’ex Regno di Sardegna registravano il più alto numero di studenti con il 32,64% del totale degli iscritti a scuole secondarie in campo nazionale, mentre il sud aveva il 14,22% degli studenti di scuole secondarie, sempre senza considerare nel numero gli studenti degli istituti e studenti di Lazio, Nord-est e Mantova non ancora annessi.

### Ginnasi
Nell'anno scolastico 1862-63 su 250 ginnasi con 16.281 studenti, l’ex Regno di Sardegna aveva 73 ginnasi con 4.881 studenti dei quali 13 in Sardegna con 674 studenti, La Lombardia aveva 33 ginnasi con 2.990 studenti, l’Emila 50 ginnasi con 2.649 studenti, la Toscana 23 ginnasi con 2.270 studenti, Marche ed Umbria 33 ginnasi con 744 studenti e le regioni dell’ex Regno delle Due Sicilie contavano 38 ginnasi con 2.747 studenti, dei quali 20 nel sud continentale con 1.493 studenti e 18 in Sicilia con 1.254 studenti. 

### Licei
Su 87 licei con 3.948 studenti in campo nazionale, l’ex Regno di Sardegna aveva 18 licei con 1.031 scolari, dei quali 2 in Sardegna con 80 scolari, la Lombardia 13 con 997 scolari, l’Emilia 13 con 581 scolari, la Toscana 9 con 575 scolari, Marche e Umbria 10 con 225 scolari, l’ex Regno delle Due Sicilie aveva 24 licei con 539 scolari, dei quali 17 nel sud continentale con 372 scolari e 7 in Sicilia con 167 scolari.
Rilevante il fatto che l’ex Regno di Sardegna o la Lombardia avessero ciascuno circa il doppio di liceali rispetto all’ex Regno delle Due Sicilie e che Emilia e Toscana singolarmente ciascuna più liceali dell’ex Regno delle Due Sicilie. 

### Scuole tecniche
Su 147 scuole tecniche con 7.666 studenti, l’ex Regno di Sardegna contava 54 scuole tecniche con 3.193 studenti, delle quali 13 in Sardegna con 207 studenti, la Lombardia 17 scuole tecniche con 1.680 studenti, l’Emilia 19 con 1.025 studenti, la Toscana 3 con 277 studenti, Marche ed Umbria 24 con 809 studenti e l’ex Regno delle Due Sicilie con 20 scuole tecniche e 682 studenti, dei quali la maggioranza in Sicilia dove esistevano 11 istituti con 407 studenti, mentre nel sud continentale esistevano solo 9 scuole tecniche con 275 studenti. 

Al riguardo è rilevante il fatto che due piccole regioni come Marche ed Umbria avessero più scuole tecniche e più studenti tecnici del Regno delle Due Sicilie oppure della Toscana e che il Regno di Sardegna avesse 4,68 studenti tecnici per ogni studente tecnico del sud.

### Scuole magistrali

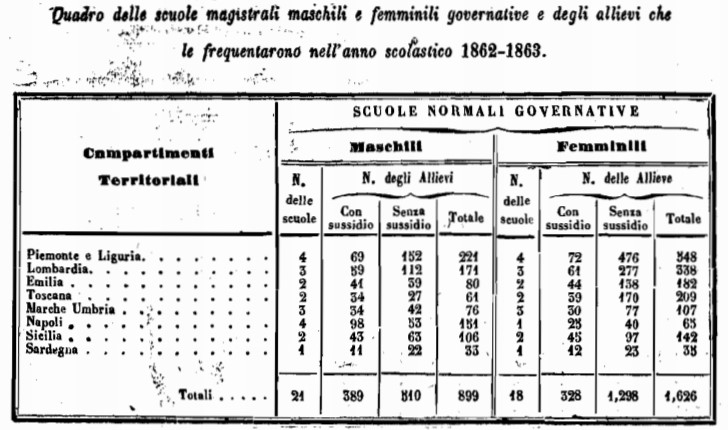
Tabella allievi scuole magistrali anno 1862-63

Gli istituti magistrali nel 1862 erano 21 con 2.525 allievi (899 maschi e 1.626 femmine), con prevalenza degli iscritti femmine sui maschi, tranne nel sud continentale dove i maschi superavano le iscritte femmine. L’ex Regno di Sardegna con 10 istituti con 837 allievi, con oltre il doppio di allieve sugli allievi, registrava il 33,14% del totale nazionale degli iscritti a scuole magistrali, mentre l’ex Regno delle Due Sicilie con 7 istituti e 464 allievi con prevalenza dei maschi sulle femmine, registrava il 16,00% degli iscritti magistrali.
Dal conteggio generale sono esclusi i dati relativi ai territori non ancora annessi.

## Università

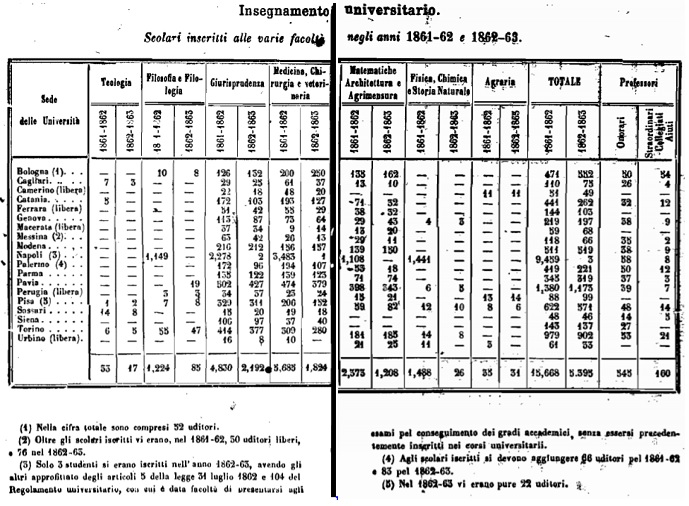
Tabella studenti universitari e professori anni 1861-62 e 1862-63

Nell’anno accademico 1861-62 erano iscritti alle università italiane 15.668 studenti ed i professori universitari erano 548 coadiuvati da 100 aiuti straordinari collegiali. 

Nei territori dell’ex Regno di Sardegna i dati erano i seguenti: in Piemonte e Liguria il numero degli studenti di scuole secondarie era complessivamente di 8.144, mentre il numero degli studenti universitari era di 1.198 (979 Torino e 219 Genova), c’era quindi uno studente universitario ogni 7 studenti di scuole secondarie; in Sardegna erano iscritti 961 studenti di scuole secondarie e 158 universitari (Cagliari 110, Sassari 48) con uno studente universitario ogni 6 studenti di scuole secondarie.
In Lombardia 5.667 studenti di scuole secondarie e 1.380 universitari, con uno studente universitario ogni circa 4 studenti di scuole secondarie.
In Emilia 4.255 studenti di scuole secondarie e 1.469 universitari (Bologna 471, Modena 511, Parma 343, Ferrara 144) pertanto uno studente universitario su quasi 3 di scuola secondaria.
In Umbria e Marche 1.778 studenti secondari e 259 universitari (Perugia 88, Urbino 61, Macerata 59, Camerino 51), con uno studente universitario ogni circa 6 studenti di scuole secondarie.
In Toscana su 3.122 studenti di scuole secondarie gli universitari erano 765 (622 Pisa e 143 Siena) quindi uno studente universitario ogni 4 di scuola secondaria. 

Nelle regioni dell’ex Regno delle Due Sicilie si verificava un forte aumento degli studenti universitari rispetto a quelli delle scuole secondarie per la Sicilia, mentre nei territori del Sud continentale avveniva un fatto in controtendenza nazionale con il sorpasso degli universitari sugli studenti di scuole secondarie, infatti in Sicilia i dati registravano 1.828 studenti di scuole secondarie e 978 studenti universitari (Palermo 419, Catania 441, Messina 118), quindi uno studente universitario su 2 di scuole secondarie, mentre nel caso dell’Università di Napoli si registrava il dato in controtendenza per cui gli studenti universitari erano 9.459, quindi in numero quadruplo rispetto agli studenti di scuole secondarie, che erano solo 2.140. 

A tale squilibrio si aggiunge che nell’anno accademico 1862-63 gli iscritti all’università di Napoli furono solo 3 in quanto ci si poteva avvalere delle norme previste dall’art. 5 della legge 31 luglio 1804 e dell’art. 104 del Regolamento Universitario, che consentiva di presentarsi agli esami universitari senza essere stati iscritti ad un corso accademico.
Il fatto che, diversamente dal resto della penisola, nel sud continentale vi fossero più studenti universitari che studenti di scuole secondarie può far presumere che l’iscrizione all’università di Napoli non richiedesse uno specifico titolo di studio e che molti studiassero privatamente per poi presentarsi a sostenere gli esami universitari, per i quali le norme consentivano di non essere iscritti ai corsi. 

Il numero di 58 professori per l’Università di Napoli su 545 in ambito nazionale costituiva il 10,64% degli insegnanti per 9.459 studenti, pari al 60,37% degli studenti, dato divergente da quello della Sicilia e anche del centro-nord dove nelle altre università erano presenti 487 professori pari all’89,36% degli insegnanti per 6.209 studenti, che rappresentavano il 39,63% degli studenti in ambito nazionale.
Nella sola università di Napoli c’erano quindi 9.459 studenti e 58 professori ordinari, un professore ogni 163 studenti, mentre a Palermo con 419 studenti c’erano 50 professori, quindi un professore ogni 8,4 studenti, in campo nazionale, con esclusione del Sud continentale, c’era invece la media di un professore ogni 12,75 studenti. 

I corsi accademici dell’università di Napoli avevano il più alto numero di iscritti a Medicina e Chirurgia e Veterinaria con 3.483 studenti, seguivano giurisprudenza con 2.278 studenti, Fisica, Chimica e Scienze naturali con 1.441 studenti, Filosofia e Filologia con 1.149 studenti e Matematica, Architettura e Agrimensura con 1.108 studenti, non c’erano iscritti per Agraria, mentre gli iscritti a scuole secondarie di Napoli e del Sud continentale erano complessivamente 2.140 studenti (372 iscritti ai licei e 1.493 ai ginnasi e solo 275 iscritti a scuole tecniche).
Dopo Napoli l’università con più iscritti era Pavia che contava 1.380 studenti con 39 professori e 7 aiuti, seguiva l’università di Torino con 979 studenti, 53 professori e 21 aiuti, Pisa 622 studenti e 22 uditori, 48 professori e 14 aiuti, Modena con 511 studenti, 38 professori e 9 aiuti, Bologna con 471 studenti dei quali 52 uditori, 50 professori e 54 aiuti, Catania con 441 studenti, 32 professori e 12 aiuti, Palermo con 419 studenti e 66 uditori, 50 professori e 12 aiuti, Parma con 345 studenti, 37 professori e 3 aiuti, Genova con 219 iscritti, 38 professori e 9 aiuti, Siena con 143 studenti e 27 professori, Messina con 118 studenti, 50 uditori, 25 professori, 2 aiuti, Cagliari con 110 studenti, 26 professori e 4 aiuti. 
 
Esistevano anche 6 università libere per le quali non viene indicato il numero dei professori: Ferrara con 144 studenti, Camerino con 51 studenti, Macerata con 59 studenti, Perugia con 88 studenti e Urbino con 62 studenti.

## Considerazioni finali
La situazione dell’istruzione cambierà presto negli anni successivi all'unificazione, con una diminuzione generale degli iscritti a corsi universitari ed un aumento generalizzato degli alunni elementari e delle scuole secondarie, con particolare riguardo all'aumento di scuole elementari nel Mezzogiorno. Il minore numero di iscrizioni all’università sarà causato dalla scelta di molti nuovi diplomati di dedicarsi ad altre professioni ben remunerate in industria, agricoltura, imprese, commerci, forze armate.